# Gle Panton Melah
Gle Panton Melah är en kulle i Indonesien.   Den ligger i provinsen Aceh, i den västra delen av landet, 1 700 km nordväst om huvudstaden Jakarta. Toppen på Gle Panton Melah är 76 meter över havet.
Terrängen runt Gle Panton Melah är varierad.Runt Gle Panton Melah är det glesbefolkat, med 19 invånare per kvadratkilometer. I omgivningarna runt Gle Panton Melah växer i huvudsak städsegrön lövskog.